# Innichen
Innichen (wł. San Candido) – miejscowość i gmina we Włoszech, w regionie Trydent-Górna Adyga, w prowincji Bolzano.
Liczba mieszkańców gminy wynosi 3198 (dane z roku 2009). Język niemiecki jest językiem ojczystym dla 84,84%,  włoski dla 14,78%, a ladyński dla 0,38% mieszkańców (2001).
W San Candido 9 marca 2012 zmarł prof. Michał du Vall, profesor prawa i prorektor Uniwersytetu Jagiellońskiego.